# Knut Ekvall
Knut Ekvall (parfois écrit Knut Ekwall), né le 3 avril 1843 à Saby dans la province de Småland et mort le 4 avril 1912 au même endroit, est un peintre suédois.

## Biographie
Il étudia de 1860 à 1866 à l'Académie des Beaux-Arts de Stockholm, puis à partir de 1870 à Munich et à Leipzig. Il fut ensuite à Berlin l'élève du peintre allemand Ludwig Knaus. Il est l'auteur de nombreuses illustrations d'œuvres littéraires, notamment celles de Esaias Tegnér, de dessins inspirés de la vie populaire, et de quelques tableaux dont Le Pêcheur et la Sirène et La Leçon de Lecture. Il mourut à l'âge de 69 ans.